# Christoph Trechsler
Christoph Trechsler (* um 1546; † 1624) war ein deutscher Instrumentenmacher.
Er war der Sohn des namhaften Dresdner Büchsenmachers Lorenz Drechsler (1558–1586 erwähnt). 1571 heiratete er. 1595 wurde er Werkmeister der Stadt Dresden, von 1602 bis 1605 beaufsichtigte er die Schusswaffensammlung der Dresdner Kunstkammer.
In Trechslers Werkstatt begann während der Regierungszeit Kurfürst Augusts eine erste Blütezeit des sächsischen Instrumentenbaus. 
Seine frühesten Instrumente sind mit 1572 und seine letzten mit 1624 datiert.
Trechsler benutzte schon frühzeitig Schrauben zur Feinjustierung seiner Instrumente. 1584 entstand der Wagenwegmesser des Kurfürsten August von Sachsen (Mathematisch-Physikalischer Salon).
Vermutlich 1609 fertigte er eine Rechenmaschine mit einer Mikrometerschraube, die Lucas Brunn erfunden hatte. Seine Arbeit umfasste Uhren, Sonnenuhren (darunter ein Göffel mit Sonnenuhr von 1583, Kunstgewerbemuseum Berlin Exp. Nr. CT 1583), Quadranten, Astrolabien, Zeichen- und Beobachtungsinstrumente.
Er nannte sich selbst der Ältere, um sich von seinem gleichnamigen Sohn zu unterscheiden.